# I padroni della terra
I Padroni della terra è un romanzo dello scrittore brasiliano Jorge Amado, pubblicato per la prima volta  nel 1944.
Pubblicato in Italia precedentemente anche con il titolo di I frutti d'oro.

## Trama
Quest'opera, che è la continuazione del romanzo Terre del finimondo, presenta elementi peculiari delle città di Ilhéus e Itabuna. L'autore  racconta la lotta per la conquista della terra nel sud di Bahia, che coinvolge la politica, la quasi schiavitù dei lavoratori e l'arricchimento dei  "fazendeiros" attraverso la coltivazione del cacao.